# Christina von Frankreich

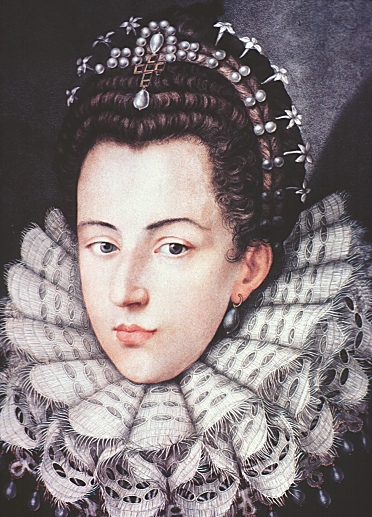
Porträt Christinas von Giovanna Garzoni, 1635

Maria Christina von Frankreich (französisch Marie Christine de France, italienisch Maria Cristina di Francia; * 10. Februar 1606 in Paris; † 27. Dezember 1663 in Turin) war eine französische Prinzessin, die durch Heirat mit Viktor Amadeus I. ab 1619 Herzogin von Savoyen war. Nach dem Tod ihres Mannes im Jahr 1637 übernahm sie nacheinander für ihre beiden Söhne die Regentschaft über das Herzogtum und übte die Macht auch noch aus, als ihr Sohn Karl Emanuel II. (italienisch Carlo Emanuele II) bereits volljährig war.
Die Regentschaft war jedoch nicht unumstritten, und ihre beiden Schwager Moritz und Thomas Franz entfachten mit Unterstützung Spaniens einen Bürgerkrieg um die Macht im Land. Christina suchte im Gegenzug Hilfe bei ihrem Bruder Ludwig XIII. von Frankreich, mit dessen Beistand sie in Savoyen letztendlich die Oberhand behielt. Ihre enge Bindung an Frankreich zwang die Regentin zu einigen Konzessionen gegenüber ihrem Bruder und dessen ersten Minister Richelieu, sie war jedoch stets darauf bedacht, den Einfluss Frankreichs auf Savoyen-Piemont so gering wie möglich zu halten. Durch geschicktes Taktieren konnte Maria Christina das Herzogtum nicht nur für ihren Sohn bewahren, sondern vermied auch, dass es in die Hände Frankreichs fiel. Karl Emmanuel II. übernahm erst nach ihrem Tod im Jahr 1663 als Neunundzwanzigjähriger die Regierungsgeschäfte selbst.

## Familie
Christina kam als drittes Kind und damit als zweite Tochter des französischen Königs Heinrich IV. und seiner zweiten Ehefrau Maria de’ Medici in Paris zur Welt. Um die Verbindung zwischen Frankreich und Savoyen zu festigen, wurde sie im Alter von zwölf Jahren mit dem savoyardischen Thronfolger Viktor Amadeus I. (italienisch Vittorio Amedeo I) verlobt. Die Hochzeit fand am Tag ihres 13. Geburtstags in Paris statt. Aus der Verbindung gingen sieben Kinder hervor, von denen vier das Erwachsenenalter erreichten:
- Ludwig Amadeus (* 1622; † 1628)

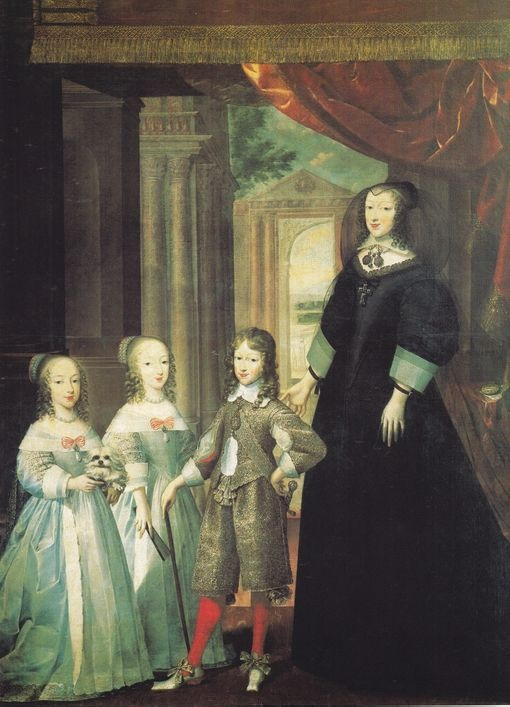
Christina als verwitwete Herzogin mit dreien ihrer Kinder

- Ludovica Cristina (* 27. Juli 1629; † 14. Mai 1692) ⚭ Moritz von Savoyen
- Franz Hyazinth (* 14. September 1632; † 4. Oktober 1638), Herzog von Savoyen
- Karl Emanuel II. (* 20. Juni 1634; † 12. Juni 1675), Herzog von Savoyen
- Margarete Jolande (* 15. November 1635; † 29. April 1663) ⚭ Herzog Ranuccio II. Farnese von Parma
- Katharina Beatrix (* 6. November 1636; † 26. August 1637)
- Henriette Adelheid (* 6. November 1636; † 13. März 1676) ⚭ Kurfürst Ferdinand Maria von Bayern

Christinas eheliche Treue wurde von vielen Zeitgenossen offen und berechtigterweise in Frage gestellt. Als ihre älteste Tochter zur Welt kam, schrieb man die Vaterschaft einem französischen Höfling namens Pommeuse zu, den der Schwiegervater Karl Emanuel I. nur kurze Zeit später vom Turiner Hof entfernen ließ. Auch aus ihrer Liebschaft zu dem Künstler Filippo de San Martino, conte d’Agliè machte Christina – besonders nach dem Tod ihres Schwiegervaters – keinen Hehl.
Ihr gesamtes Leben wurde stark durch die Abstammung aus dem französischen Königshaus der Bourbonen geprägt. Nicht nur, dass sie ihre Politik während ihrer Regentschaft sehr stark Frankreich anlehnte, sie stand auch stets in Opposition zu den Machtbestrebungen und der Politik der Habsburger, die traditionell die größten Konkurrenten der französischen Könige um die Vorherrschaft in Europa waren.

## Leben

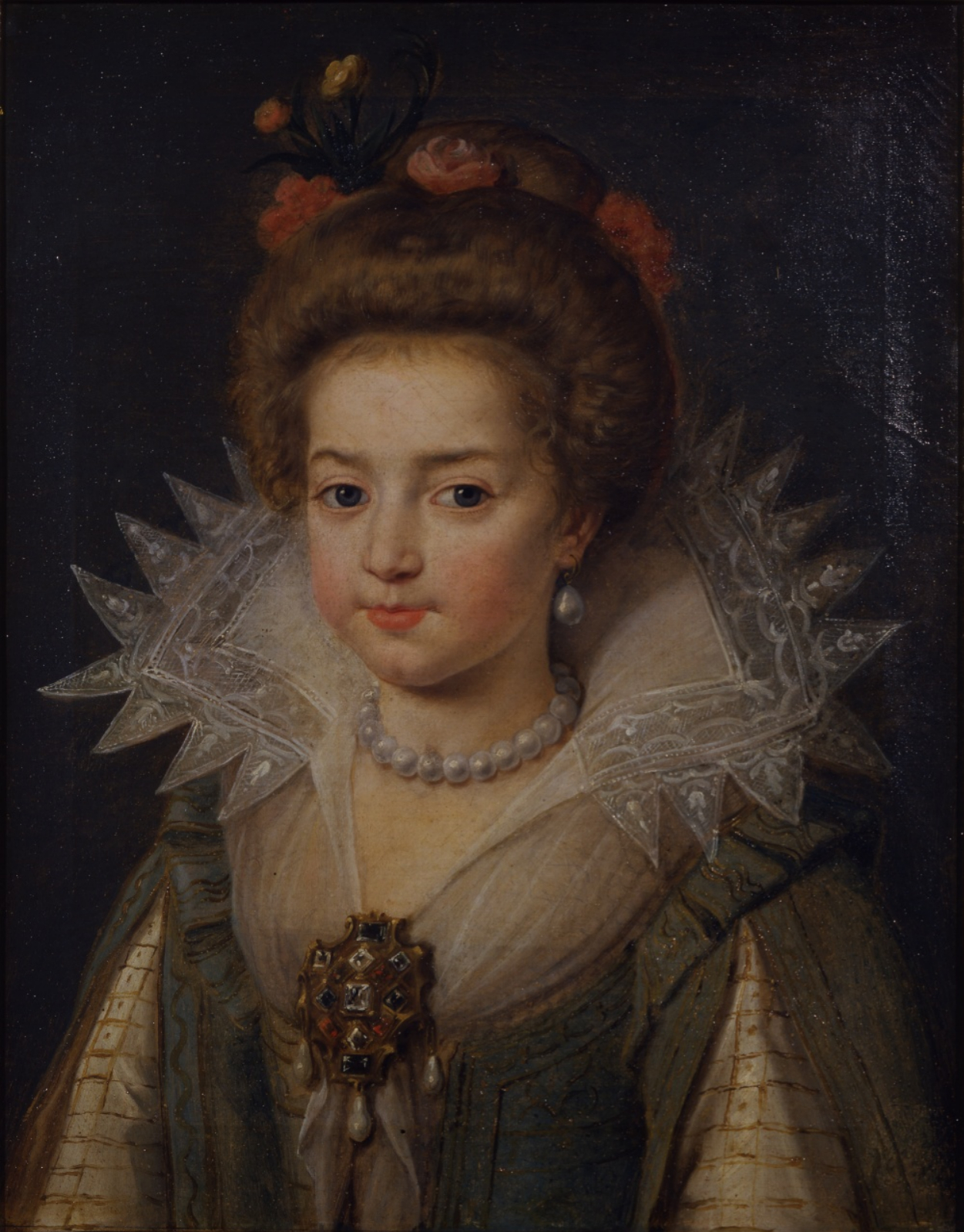
Porträt der 7-jährigen Christina, Gemälde von Frans Pourbus dem Jüngeren

Nach dem zweiten Erbfolgekrieg von Montferrat, in dem der Herzog von Savoyen wider Erwarten nicht von seinen Habsburger Verwandten unterstützt worden war, wandte sich Karl Emanuel I. von Savoyen (italienisch Carlo Emanuele I) enttäuscht vom Haus Habsburg ab und näherte sich dessen Hauptrivalen Frankreich an. Ab 1618 führte sein Sohn Moritz von Savoyen (italienisch Maurizio di Savoia) deshalb mit Claude de Bullion, Unterhändler der Bourbonen, Verhandlungen über eine Heirat von Karl Emanuels Sohn Viktor Amadeus mit der französischen Prinzessin Christina. Der 31-jährige savoyardische Prinz war zu jener Zeit noch unverheiratet, und es galt die Thronfolge durch einen männlichen Erben für die ältere Familienlinie zu sichern. Der Heiratsvertrag wurde am 11. Januar 1619 unterschrieben, allerdings fand die Hochzeit erst am 13. Geburtstag der Braut statt. Die Zeremonie wurde am 10. Februar 1619 mit großem Pomp im Louvre begangen, denn die Verbindung sollte die antispanische Allianz des Hauses Savoyen mit Frankreich besiegeln.
Kurz nach der Eheschließung reiste Christina nach Turin, wo anlässlich der Hochzeit zahlreiche Festivitäten und Veranstaltungen wie Theater- und Ballettaufführen oder Turniere stattfanden. Aufgrund ihres jungen Alters hatte sie aber noch keinen besonderen Einfluss am savoyardischen Hof. Als sie 24 Jahre alt war, starb ihr Schwiegervater, und ihr Mann folgte ihm als Herzog nach. Christinas Position änderte sich, als sie 1632 mit Franz Hyazinth den lang ersehnten Thronfolger gebar. Zwei Jahre später festigte sich ihre Position mit der Geburt des zweiten Sohnes Karl Emanuel. Die junge Frau wurde Mittelpunkt aller höfischen Aktivitäten, auch aufgrund des Einflusses ihres Liebhabers, des Künstlers Filippo d’Agliè. Gemeinsam mit ihm war sie maßgebend an der Entwicklung von Tanz, höfischer Kultur und Kunst im Herzogtum Savoyen beteiligt. Zudem wurde sie zum Mittelpunkt der französischen Fraktion am savoyardischen Hof, die gegen jegliche Art von spanischem Einfluss im Herzogtum opponierte. Spätestens seit Christina Mann trotz der engen Familienbande mit den spanischen Habsburgern (seine Mutter Katharina Michaela war eine spanische Infantin) und gegen den Willen aller seiner Geschwister im April 1631 im Zuge des Friedens von Cherasco die im Piemont gelegene Festung Pinerolo an Frankreich abgetreten hatte, um das Bündnis mit dem französischen König zu festigen, war der Turiner Hof in zwei Lager gespalten. Auf der einen Seite standen der Herzog und seine Frau als Köpfe einer frankreichfreundlichen Fraktion, der die spanienfreundlichen Höflinge mit Viktor Amadeus’ Geschwister an der Spitze gegenüberstanden. Letztere führten die Abtrennung Pinerolos auf den schlechten „französischen Einfluss“ Christinas auf ihren Mann zurück. Aus Protest gegen die Regierungsführung Viktor Amadeus’ verließen die einzigen beiden noch in Turin verbliebenen Brüder Moritz und Thomas Franz das Herzogtum im Jahr 1634. Moritz kehrte nach Rom zurück, während Thomas Franz in spanische Dienste trat und im dortigen Militär bis zum General aufstieg.

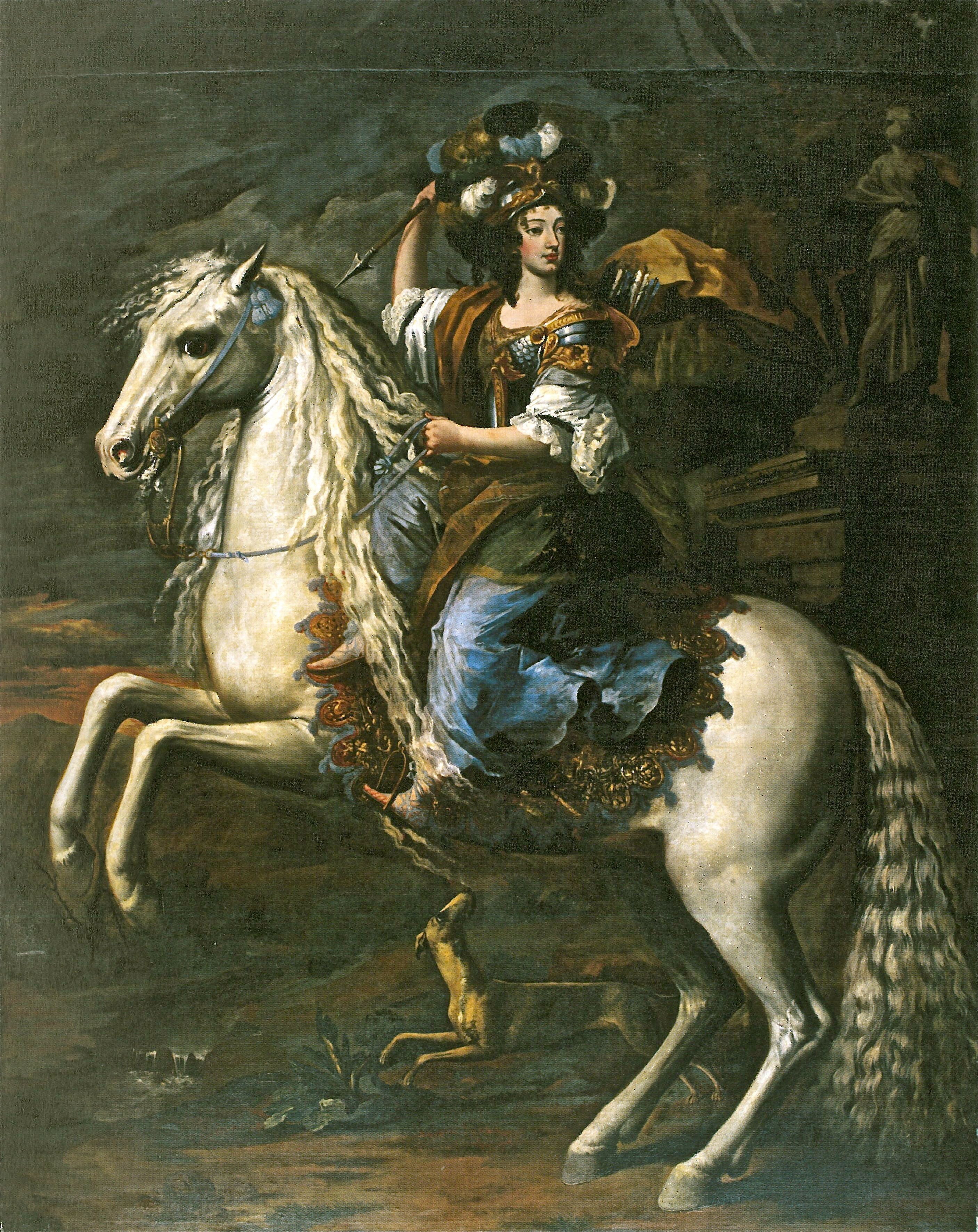
Allegorisches Reiterporträt Christinas während ihrer Regentschaft

Christinas Mann starb unerwartet im Oktober 1637 und ließ sie mit fünf kleinen Kindern zurück, darunter den erst vierjährigen Thronfolger Franz Hyazinth. Seine selbstbewusste Witwe beanspruchte die Vormundschaft über ihre beiden Söhne und damit auch die Regentschaft über Savoyen-Piemont. Wohl auch weil die einzigen beiden sonstigen Regentschaftsanwärter, ihre beiden Schwäger Moritz und Thomas Franz, nicht im Lande waren, ernannte der Turiner Senat Christina nur wenige Tage nach dem Tod ihres Mannes offiziell zur Regentin Savoyens. Sie hatte damit eine schwierige Aufgabe zu bewältigen. Das Herzogtum war durch die langen Kriege ihres Schwiegervaters und Ehemanns finanziell geschwächt und in weiten Teilen verwüstet. Außerdem hatte 1630 die Pest in Savoyen gewütet. Eine ihrer ersten Amtshandlungen war jedoch, die beiden Schwäger an der Rückkehr in ihr Herzogtum zu hindern. Moritz hatte sich bei der Nachricht von Viktor Amadeus’ Tod bereits auf den Weg Richtung Turin gemacht, wurde aber bei Savona zur Rückkehr gezwungen. Als die Regentin am 3. Juni 1638 dann auch noch den Vertrag von Rivoli bestätigte und damit die antispanische Allianz mit Frankreich erneuerte, hatte Christina auch das letzte Stück guten Willens von spanischer Seite verspielt. Habsburgische Truppen nahmen daraufhin am 5. Juli des Jahres die wichtige piemontesische Stadt Vercelli ein und besetzten sie. Als im Herbst 1638 auch noch der Thronfolger im Alter von nur 10 Jahren starb, gipfelte der schon lange schwelende Konflikt zwischen den frankreich- und spanienfreundlichen Parteien in einem Bürgerkrieg. Weil der Kardinal nun Platz zwei in der savoyardischen Thronfolge einnahm und Thomas Franz in dieser an dritter Stelle stand, erwarteten die beiden an der neuerlichen Regentschaft – diesmal im Namen des erst vierjährigen Karl Emanuel II. – beteiligt zu werden, und sahen darin zugleich die Chance, die französische Dominanz der vergangenen sieben Jahre nicht nur zu beenden, sondern deren Auswirkungen auch rückgängig zu machen. Da Christina aber weiterhin die Regentschaft allein ausüben wollte, ersuchte Thomas in Madrid für seine Ambitionen und die seines Bruders um Hilfe, doch die Spanier reagierten zögerlich und schließlich wurde das Komplott von französischer Seite aufgedeckt. Kardinal Richelieu erließ einen Haftbefehl gegen Thomas Franz, jedoch kehrte dieser nicht wie angenommen als Privatperson zurück, sondern mit einer von Spanien unterstützten Söldnertruppe. Sein Bruder Moritz fiel im November 1638 ins Piemont ein, dessen Invasion sich zu einem allgemeinen Aufstand des Adels und der städtischen Eliten gegen Christinas Regentschaft wandelte. Die Unterstützer der Prinzen wurden principisti genannt, während die wenigen, die der Regentin die Treue hielten, die Bezeichnung madamisti erhielten, denn Christina war in Savoyen auch unter dem Namen Madama Reale bekannt. Bis zum Frühjahr 1639 hatte Moritz mit seinen Truppen fast den gesamten Süden in seine Hand gebracht, während Thomas Franz den Norden mit Ivrea, Biella und dem Aostatal eingenommen hatte. Spanisch finanzierte Truppen kontrollierten somit fast das gesamte Piemont und rückten unaufhörlich auf Turin vor. Christina ließ ihre Kinder daraufhin zu Felix von Savoyen, einem illegitimen Sohn Karl Emanuels I. und Gouverneur von Chambéry, in Sicherheit bringen. Sie selbst verschanzte sich vorerst im mittelalterlichen Castello der Hauptstadt. Als aber Thomas Franz’ Truppen im Juli des Jahres Turin einnehmen konnten, flüchtete Christina nach Chambéry. Von dort ging es weiter nach Grenoble, wo sie sich mit ihrem Bruder und Richelieu traf, um diese um Hilfe in ihrem Kampf gegen die Schwager zu bitten. Diese wurde ihr auch gewährt, jedoch zu einem sehr hohen Preis: Die Regentin musste Savoyen offiziell unter das Protektorat Frankreichs stellen und die Stationierung französischer Truppen in allen wichtigen Städten des Herzogtums zulassen. Lediglich die Festung Montmélian war von dieser Regelung ausgenommen. Auch konnte Christina erreichen, dass Richelieu von seiner Forderung, ihren Sohn nach Paris an den französischen Hof zu schicken, abrückte.

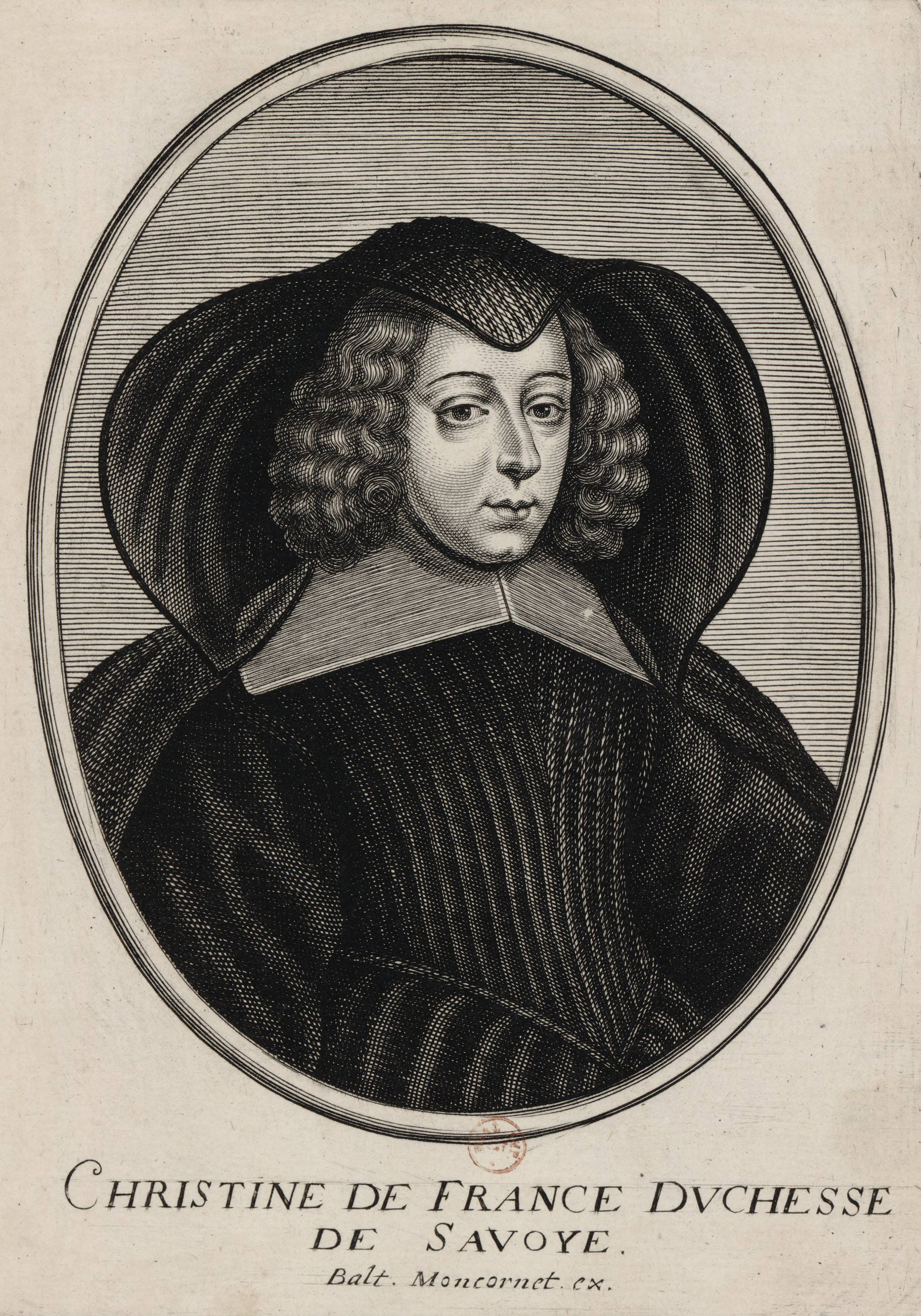
Gestochenes Porträt Christinas als Witwe von Balthasar Moncornet

Unterdessen trotzte die französische Garnison in der Zitadelle von Turin erfolgreich der Belagerung durch Thomas Franz’ Soldaten, bis Verstärkung unter der Führung des Grafen Harcourt eintraf. Es folgte ein Waffenstillstand und der Abzug der spanischen Truppen am 24. September 1639, sodass Christina im November des Jahres nach Turin zurückkehren konnte. Der Bürgerkrieg endete aber offiziell erst 1642. Der Friedensschluss kam maßgeblich durch die Vermittlung Jules Mazarins zustande, der nach dem Tod Richelieus dessen Platz als erster Minister und Berater des französischen Königs eingenommen hatte. Der gebürtige Italiener war weniger unerbittlich als sein Vorgänger und ein großer Bewunderer Christinas, was ihr – besonders während der Regentschaft Annas von Österreich – wesentlich mehr Freiheiten in ihrer Regierungsführung bescherte. Durch den am 16. Juni jenes Jahres unterzeichneten Friedensvertrag wurde Christina als Regentin für ihren zweiten Sohn bis zu dessen Volljährigkeit 1648 anerkannt. Im Gegenzug erhielten ihre beiden Schwager einen Sitz im Regentschaftsrat. Moritz wurde zudem mit dem Posten eines Lieutenant général in Nizza bedacht und sagte zu, seine Kardinalswürde abzulegen sowie Christinas erst vierzehnjährige Tochter Ludovica Cristina zu heiraten. Sein Bruder wurde zum Statthalter in Ivrea und Biella ernannt.
Christina von Frankreich hielt fortan die Geschicke des Herzogtums fest in ihrer Hand. Die Regierungsgewalt lag allein bei ihr und dem nur wenige Personen umfassenden Regentschaftsrat, zu dem auch ihr Favorit Filippo d’Agliè gehörte. Durch einen Vertrag vom 3. April 1645 gab Frankreich viele der besetzt gehaltenen Städte und Gebiete an Savoyen zurück, um sich weiterhin der Waffenhilfe im Krieg gegen Spanien zu versichern. Das zog weitere Schlachten, Belagerungen und kriegerische Auseinandersetzungen auf savoyardischen Territorium nach sich, bis 1659 schließlich der Pyrenäenfrieden geschlossen wurde. Ihren Sohn hielt sie weitestgehend vom politischen Geschäft fern. Als er am 20. Juni 1648 volljährig wurde, zog sich Christina zwar offiziell zurück, doch die politische Macht blieb ihr tatsächlich bis zu ihrem Tod erhalten. Nach dem Tod ihrer beiden Hauptantagonisten Thomas Franz und Moritz in den Jahren 1656 und 1657 war ihre Position gefestigter denn je. Sogar nach der Hochzeit Karl Emanuel II. mit Françoise Madeleine d’Orléans im März 1663, überließ der Thronfolger seiner Mutter weiterhin die alleinige Regierung. Er trat erst nach ihrem Tod politisch in Erscheinung. Christina Maria von Frankreich starb am 27. Dezember 1663 in Turin und wurde in der Basilika Sant’Andrea in Vercelli beigesetzt.

## Vermächtnis
Maria Christina tat sich zeit ihres Lebens als engagierte Bauherrin hervor. Das Turiner Castello del Valentino, ein Hochzeitsgeschenk ihres Schwiegervaters, ließ sie ab 1633 umbauen und nach französischen Vorbildern vollständig neu gestalten. Nach Abschluss der Bauarbeiten diente es der Regentin als bevorzugte Residenz. Zudem ließ sie für sich nach den Plänen Andrea Costagutas eine Villa errichten. Auch diverse Umgestaltungen und stadtplanerische Aktivitäten gehen auf sie zurück. Auf ihre Initiative gehen unter anderem die Gestaltung der Piazza San Carlo, die Errichtung der Kirche Santa Cristina durch Carlo di Castellamonte und ab 1646 der Stadtausbau in Richtung Osten zurück. Ebenso zeichnete sie für die Errichtung der Kirche Santa Teresa, des Rathauses und eines Franziskanerklosters verantwortlich.
Zu Christinas verwaltungstechnisch größten Verdiensten zählte die Sanierung des maroden Finanzhaushalt Savoyens. Um dies zu bewirken, schreckte sie auch nicht vor unpopulären Entscheidungen zurück. So schaffte sie trotz massiven Widerstands der Kirche deren Steuerfreiheit ab und erließ ein Gesetz, dass Landschenkungen an kirchliche Institutionen der ausdrücklichen Genehmigung der Regierung bedurften, um der immensen Anhäufung von Landbesitz in kirchlicher Hand einen Riegel vorzuschieben. Kircheneigentum wurde zwar nur mit der Hälfte des sonst üblichen Steuersatzes belegt, weil die Kirche aber riesigen Besitzungen hatte, brachte dies eine enorme Summe in die leeren savoyardischen Kassen. Zusätzlich führte die Regentin eine besondere Besitzsteuer ein, die – obwohl nur als Sondersteuer für eine kurze Zeit gedacht – das gesamte 17. Jahrhundert Gültigkeit hatte. Um die Effektivität der Verwaltung im Herzogtum zu verbessern und einen besseren Überblick über die finanzielle Situation ihres Herzogtums zu bekommen, bildete Christina im Jahr 1653 18 Provinzen, denen jeweils ein Finanzsekretär und ein Gouverneur vorstanden. Eine weitere Reform der Verwaltung bestand darin, wichtige Ämter und Positionen nach französischem Vorbild nicht mehr an Adlige, sondern an Bürgerliche zu vergeben.